# Половњак
„Половњак” је југословенски ТВ филм из 1987. године. Режирао га је Ладислав Виндакијевић а сценарио је написао Далибор Цвитан.

## Улоге
| Глумац            | Улога      |
| ----------------- | ---------- |
| Вања Драх         |            |
| Рената Јурковић   |            |
| Ана Карић         |            |
| Јадранка Матковић | Благајница |
| Марина Немет      |            |